# Futian
Futian is een district van stadsprefectuur Shenzhen in de provincie Guangdong in China.

## Demografie
Futian had in 2006 aan inwoneraantal van 1.182.200 mensen. Ongeveer de helft van de bewoners is het Standaardkantonees hun eerste of tweede dialect. De andere helft spreekt Bao'an-Hakka of Standaardmandarijn als moederdialect.

## Geografie
Futian grenst aan het zuiden met de Hongkongse New Territories, aan het westen met de Shenzhense district Nanshan (Shenzhen), aan het oosten met de Shenzhense district Luohu en aan het noorden met de Shenzhense district Bao'an.
Futian is verdeeld in acht subdistricten:
- Futian (subdistrict) 福田街道
- Nanyuan 南园街道
- Yuanling 园岭街道
- Shatou 沙头街道
- Xiangmihu 香密湖街道
- Meilin 梅林街道
- Lianhua 莲花街道
- Huafu 华富街道